# ائتلاف الكرامة
ائتلاف الكرامة هو تحالف سياسي وانتخابي تونسي تأسس في فبراير 2019 ويجمع عدة شخصيات سياسية ومستقلة، إلى جانب أحزاب سياسية أخرى.
في 12 مايو 2021 أعلن سيف الدين مخلوف عن حصول حزب «ائتلاف الكرامة» على التأشيرة القانونية طبق ما يقتضيه مرسوم الأحزاب السياسية لسنة 2011، لينتقل ائتلاف الكرامة رسميا من وضع الائتلاف الانتخابي البرلماني إلى العمل الحزبي المؤسساتي الرسمي المنظم.

## الأهداف
يهدف ائتلاف الكرامة حسب مؤسسيه إلى جمع القوى الثورية في تونس لتحقيق أهداف الثورة التونسية التي لم تكتمل بعد حسبما قالوا. 

وضع ائتلاف الكرامة ثلاثة أركان له، وهي: الإيمان بالثورة، الإيمان بالهوية العربية الإسلامية، الإيمان بسيادة تونس على قرارها وثرواتها.

## الأعضاء
يضم التحالف الأحزاب التالية:
- حزب العدالة والتنمية
- حزب جبهة الإصلاح
- المؤتمر من أجل الجمهورية[3] (بين 19 مايو و27 يونيو 2019)

أعضاء الهيئة التسييرية هم:
- سيف الدين مخلوف (الناطق الرسمي)
- سمير بن عمر (رئيس المؤتمر من أجل الجمهورية، بين 19 مايو و27 يونيو 2019)
- عبد الرزاق بن العربي (رئيس حزب العدالة والتنمية)
- عبد اللطيف العلوي (أديب)
- عماد دغيج
- ماهر زيد (صحفي ومدون)
- حليمة الهمامي
- محمد العفاس
- حبيب الشحيمي
- حافظ برهومي
- علي عبيد
- الأسعد البوعزيزي
- رضا الجوادي
- منذر أبو حيدر
- يسري الدالي
- مراد المولهي

شخصيات أخرى:
- نجيب مراد (نائب مؤسس)
- أحمد السميعي (نائب مؤسس)
- الأسعد عبيد (أمين عام المنظمة التونسية للشغل)
- رياض البوعزيزي (رياضي)
- عمر بوثور (فنان)
- رشيد الترخاني (رئيس حزب جبهة الإصلاح)

## الأداء الانتخابي

### التشريعية
| تاريخ الانتخابات | عدد الأصوات | نسبة الأصوات | الرتبة | عدد المقاعد | النتيجة |
| ---------------- | ----------- | ------------ | ------ | ----------- | ------- |
| 2019             | 169٬651     | 5,91         | الخامس | 21 / 217    | معارضة  |

### الرئاسية
| تاريخ الانتخابات | المرشح          | عدد الأصوات | نسبة الأصوات | النتيجة |
| ---------------- | --------------- | ----------- | ------------ | ------- |
| 2019             | سيف الدين مخلوف | 147٬351     | 4,37         | الثامن  |

## تحوله إلى حزب
في 12 مايو 2021، أعلن سيف الدين مخلوف في بيان رسمي عن تأسيس حزب يحمل اسم “حزب ائتلاف الكرامة” وأن كتلة «إئتلاف الكرامة» بالبرلمان أصبحت تابعة للحزب. الحزب الجديد يتولّى فيه النائب عبد اللطيف العلوي خطّة رئيس المكتب السياسي في حين تولّى سيف الدين مخلوف مهمّة الناطق الرسمي.